# Tetragonurus pacificus
Tetragonurus pacificus är en fiskart som beskrevs av Abe, 1953. Tetragonurus pacificus ingår i släktet Tetragonurus och familjen Tetragonuridae. Inga underarter finns listade i Catalogue of Life.